# 膚色

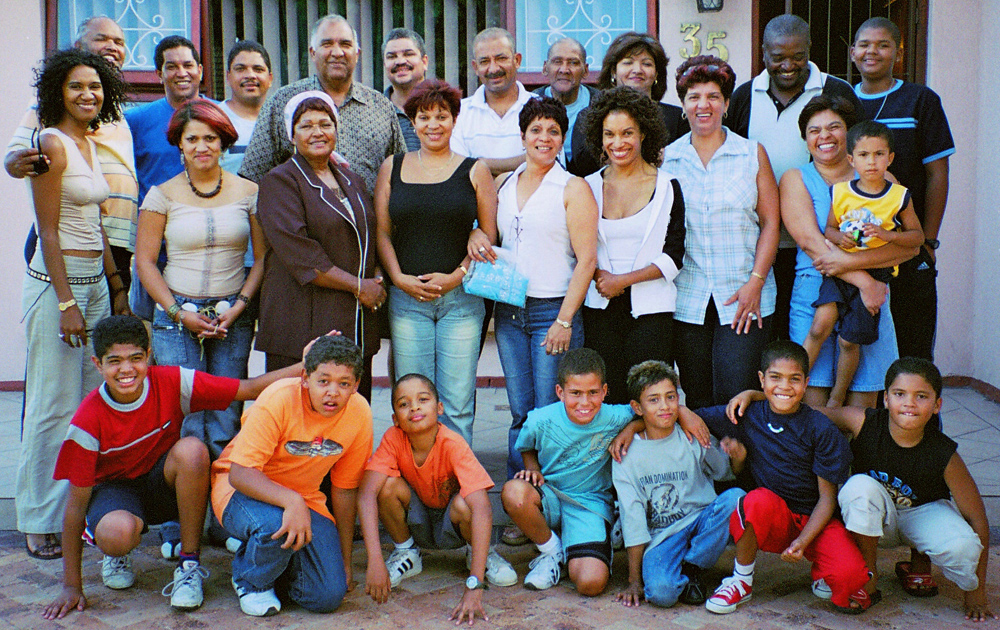
南非一個擁有多樣膚色成員的家庭

膚色根據不同族群而異，膚色的變異範圍可從深色到近乎白色（白裡透紅是由皮膚中血液所造成）。膚色的色調決定於黑色素在皮膚中的含量。平均而言，女性膚色較男性稍淺。
通常祖先源自光照豐富地區的人，擁有較黑的皮膚；祖先來自光照缺乏地區的人，膚色則較淺。對於某些擁有不同光照地區祖先的族群來說，可能會同時包含各種不同深淺的膚色。另外，性選擇也影響了膚色的分佈。

## 黑色素與基因

1940年世界人口肤色分布图

黑色素共分為兩種：pheomelanin（呈現紅色的）及 eumelanin（呈現褐色的），它們的數量取決於基因是否為顯性（一般情況下，它們為不完全顯性基因）。同時，吸收紫外線也可將黑色素呈現在皮膚中，因此，曬太陽後皮膚會變得更深色，即使是白人也一樣。
在古時，人類分佈在不同的地方。由於黑色素的多少與日照時間有著密切的關係。所以在非洲那些日照時間極長的地方，防止紫外線對皮膚的傷害，黑色素便不斷增多，當地人的膚色基本呈黑。
古人大都活不到因紫外線得癌症的年紀。但是紫外線可以破壞葉酸，缺乏葉酸的孕婦很容易生出畸形兒，這是皮膚變黑的進化動力。紫外線能幫助合成維生素D，黑皮膚會導致維生素D缺乏症。農業誕生後人類的食物成分變得單一，使維生素D缺乏症讓人類的膚色變白。
2012年8月25日出版的《分子生物學與進化》（Molecular Biology and Evolution）雜誌刊登了葡萄牙波爾圖大學的幾位科學家撰寫的論文，通過分析KITLG、TYRP1、SLC24A5和SLC45A2四個基因的變異時間，發現在1.1萬～1.9萬年之前歐洲人的皮膚才終於變白。早些年發表在《科學》上的另一篇論文得出的年代更近，為5300～6000年。
亚欧大陆和美洲大陆都能明显看出生活在纬度越高的地方的人肤色越浅，尽管加拿大原住民和西伯利亚的北方原住民比北欧原住民肤色深，這是因為北歐人使用魚油來作為維他命D的補充，所以可以更白一些。非洲最南端的黑人肤色虽然比最北端的阿拉伯人深許多，仍然比生活在赤道附近的非洲人要浅。

## 社会地位、肤色歧视和种族主义
有一些社会群体偏爱特定的肤色。例如马赛人，他們喜歡顏色更深的皮肤，並且還會棄養患有白化病的孩子。而喀麦隆一些部落的男性並不看重女性膚色，女性膚色淺也未必更有吸引力。
許多地方的人們偏愛膚色較淺的女性，所以當地的女性会了讓自己看上去更美白，會在皮肤上涂抹含铅化妆品。 然而有些劣質化妆品会导致铅中毒。有妇女在户外时会戴上手套並撐起遮阳伞来遮挡阳光。香港、马来西亚、菲律宾和韩国接受调查的女性中，十分之四的人承認自己用過美白霜。在一些白人占少数的拉丁美洲国家，他們也依然偏愛白皙或浅色皮肤。在巴西，深色皮肤的人更容易受到歧视(即是有非裔血統)。拉丁美洲的许多男女演员都有欧洲人的特征——金发、蓝眼睛和白皮肤(在菲律賓的演員多膚色較白)。南亚地區的人也偏愛白皮膚。非洲裔美国人社区普遍偏爱膚色较浅的皮肤。根據2010年的一项研究，新西兰和加利福尼亚的人們偏爱肤色较浅的女性。
根据学者弗兰克·斯诺登（Frank Snowden）的说法，古埃及、希腊以及古罗马的人們並不能通過肤色來决定自己的社会地位。
在工业革命之前，欧洲大陆的居民更喜欢苍白的皮肤，他们認為皮膚白的人社会地位高。较贫穷的人會在户外工作，因為經常暴露在阳光下，所以皮肤會变黑，而上层阶层的人們则待在室内，所以膚色较浅。 殖民時代一些欧洲国家认为深色皮肤的人是不文明的、低劣的種族，他們应该服从于浅色皮肤的殖民者。20世紀以來，一些西方人對膚色改變了看法。 2017年，一些美国人认为晒黑後的皮肤比苍白或非常黑的皮肤相比更具吸引力並且看上去更健康。有些男子更喜歡曬黑後的女性。一些人認為，皮膚太白說明此人一直在办公室內工作，而晒黑後的皮肤則意味著此人有更多的休闲时间、更喜歡运动並且身体更健康，這種人可能有更多的财富和更高的社会地位。

## 膚色變異
- 在古埃及法老塞提一世的陵墓壁画中，埃及人的肤色呈棕褐色，明显比利比亚人和叙利亚人的肤色深，而今天这三个国家的人肤色已经相差无几。
- 留居东欧的蒙古人与东欧当地民族的混血后裔——鞑靼人的肤色与大多数东欧斯拉夫人基本一致。

## 參看
- 冯鲁向氏肤色模型表